# Pericoma granadica
Pericoma granadica är en tvåvingeart som beskrevs av Vaillant 1978. Pericoma granadica ingår i släktet Pericoma och familjen fjärilsmyggor. Inga underarter finns listade i Catalogue of Life.